# Ебергард фон Маккензен
Еберхард фон Макензен (нім. Eberhard von Mackensen; нар. 24 вересня 1889, Бромберг — пом. 19 травня 1969, Норторф) — німецький воєначальник часів Третього Рейху, генерал-полковник (1943) Вермахту. Кавалер Лицарського хреста Залізного хреста з Дубовим листям (1942).

## Біографія
Син генерал-фельдмаршала Августа фон Маккензена, молодший брат дипломата Ганса Георга фон Маккензена. Учасник Першої світової війни. Після демобілізації армії залишений в рейхсвері. До 1939 року був начальником залізничного управління Генштабу сухопутних військ. З 1 травня 1939 року — начальник штабу 5-ї групи військ у Відні. З 1 вересня 1939 року — начальник штабу 14-ї, з 13 жовтня — 12-ї армії. Учасник Польської, Французької і Балканської кампаній. З 15 лютого 1941 року — командир 3-го армійського корпусу. Учасник Німецько-радянської війни. 20 січня 1942 року взяв Ростов-на-Дону. З 5 листопада 1943 року — командувач 14-ю армією в Італії, керував її діями у бою під Анціо. 4 червня 1944 року знятий з посади і більше не отримав призначень.
Після війни заарештований союзниками. 30 листопада 1945 року засуджений Англійським військовим трибуналом до страти. 4 липня 1947 року вирок замінили на довічне позбавлення волі, а потім знизили до 25 років. В жовтні 1952 року звільнений.

## Нагороди
- Орден Альберта (Саксонія), лицарський хрест 2-го класу (28 серпня 1912)
  - Під час Першої світової війни отримав мечі до ордена.
- Залізний хрест
  - 2-го класу (1 жовтня 1914)
  - 1-го класу (31 грудня 1916)
- Нагрудний знак «За поранення» в чорному
- Почесний хрест ветерана війни з мечами (15 грудня 1934)
- Медаль «За вислугу років у Вермахті» 4-го, 3-го, 2-го і 1-го класу (25 років)
- Медаль «У пам'ять 13 березня 1938 року» (22 травня 1939)
- Застібка до Залізного хреста
  - 2-го класу (17 вересня 1939)
  - 1-го класу (2 жовтня 1939)
- Пам'ятна медаль «За оборону Словаччини в березні 1939» (Перша словацька республіка; 14 березня 1941)
- Лицарський хрест Залізного хреста з дубовим листям
  - лицарський хрест (27 липня 1941)
  - дубове листя (№ 95; 26 травня 1942)
- Орден Михая Хороброго 3-го класу (Румунське королівство; 15 січня 1943)

Військова кар'єра
- 1 жовтня 1908 — фанен-юнкер
- 22 березня 1910 — лейтенант
- 25 лютого 1915 — обер-лейтенант
- 20 травня 1917 — гауптман
- 1 лютого 1928 — майор
- 1 жовтня 1932 — оберст-лейтенант
- 1 вересня 1934 — оберст
- 1 січня 1938 — генерал-майор
- 1 січня 1940 — генерал-лейтенант
- 1 серпня 1940 — генерал кавалерії
- 6 липня 1943 — генерал-полковник